# Cantón de La Mure
El cantón de La Mure era una división administrativa francesa, que estaba situada en el departamento de Isère y la región de Ródano-Alpes.

## Composición
El cantón estaba formado por diecinueve comunas:
- Cholonge
- Cognet
- La Motte-d'Aveillans
- La Motte-Saint-Martin
- La Mure
- Marcieu
- Mayres-Savel
- Monteynard
- Nantes-en-Ratier
- Notre-Dame-de-Vaulx
- Pierre-Châtel
- Ponsonnas
- Prunières
- Saint-Arey
- Saint-Honoré
- Saint-Théoffrey
- Sousville
- Susville
- Villard-Saint-Christophe

## Supresión del cantón de La Mure
En aplicación del Decreto nº 2014-180 de 18 de febrero de 2014, el cantón de La Mure fue suprimido el 22 de marzo de 2015 y sus 19 comunas pasaron a formar parte del nuevo cantón de Matheysine-Trièves.